# Walter Prévost
 (janvier 2024).
Si vous disposez d'ouvrages ou d'articles de référence ou si vous connaissez des sites web de qualité traitant du thème abordé ici, merci de compléter l'article en donnant les références utiles à sa vérifiabilité et en les liant à la section « Notes et références ».
Pour les articles homonymes, voir Prévost.
Walter Prévost, né en 1956, est un romancier français.

## Œuvres
- Tristes banlieues, Paris, Éditions Grasset et Fasquelle, 1978, 205 p.  (ISBN 2-246-00575-2)
- Luc-sur-Mer, Paris, Éditions Grasset et Fasquelle, 1980, 220 p.  (ISBN 2-246-25111-7)[1]
- Café Terminus, Paris, Éditions Grasset et Fasquelle, 1983, 189 p.  (ISBN 2-246-31881-5)
- Passagers de la nuit, Paris, Éditions Grasset et Fasquelle, 1986, 254 p.  (ISBN 2-246-35151-0)
- Vacances italiennes. Dramma giocoso, Paris, Presses de la Renaissance, 1987, 308 p.  (ISBN 2-85616-418-8)
- Une semaine un peu folle, Paris, Éditions Grasset et Fasquelle, 1990, 367 p.  (ISBN 2-246-43951-5)